# 何俊仁

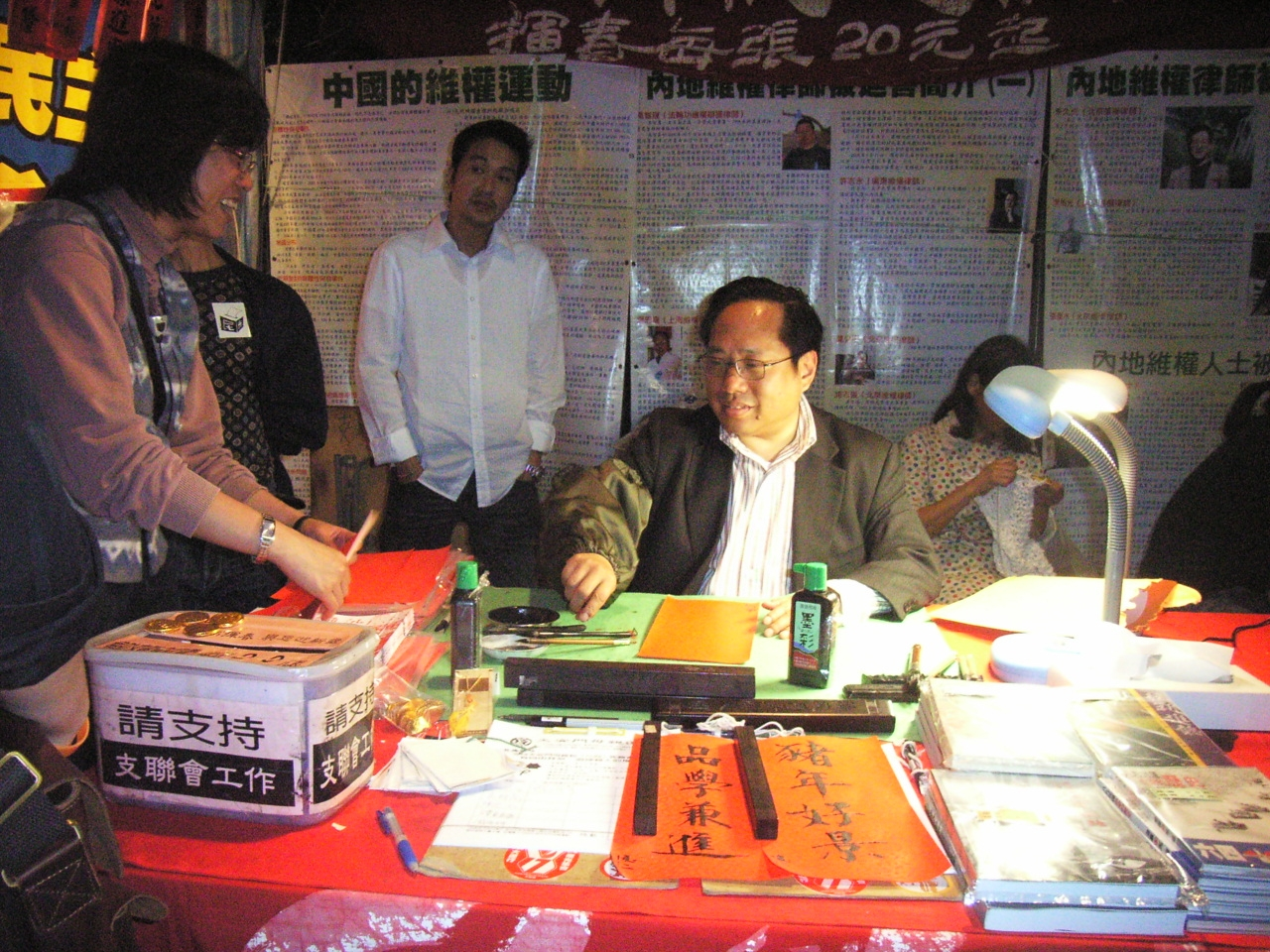
2007年，何俊仁在年宵之夜為市民寫揮春

何俊仁（英語：Albert Ho Chun-yan，1951年12月1日—），廣東中山人，成長於香港，曾任支聯會主席，屯門區議會樂翠前區議員、民主黨前主席、前香港立法會議員，而他亦執業律師，畢業於香港大學法律系。何與李卓人、梁國雄和黎智英等十名民主派人士，多次遊行活動，被控煽惑他人參與及組織未經批准集結等罪，何遭重判入獄。2021年9月香港國安處以《港區國安法》「煽動他人顛覆國家政權罪」起訴香港支聯會及其正副主席包括何俊仁。

## 早年經歷
何俊仁原籍廣東中山，於香港長大，畢業於九龍城嘉林邊道的嘉林幼稚園（1957年）和昔日位於北角清華街的聖猶達小學（1963年小六），後來因升中試的成績差而無法獲得中學學位，結果仍獲當時的蘇浙公學勉強取錄他。不久，何俊仁得到父親的友人介紹以及親戚校友（何俊仁長兄）在校讀書的關係成功入讀何明華會督銀禧中學，並於1969年畢業，再在1971年入讀香港大學法律系。他在學期間積極參與70年代學運，包括反貪污、盲人工潮、保衛釣魚台等運動，亦曾擔任香港大學學生會普選評議員。1974年以三級榮譽資格畢業後（與胡紅玉為同學），加入關祖堯律師事務所成為實習律師，1977年正式執業及在1982年成為關祖堯律師事務所合夥人之一。在1995年離開關祖堯律師事務所及創立何謝韋律師事務所。多年來一直以法律專業知識，為弱勢社群和被壓受屈的人士仗義執言。
1982年，何俊仁投身政治，支持香港回歸祖國，並實行港人民主治港。1985年參與成立「民主政制促進聯委會」，爭取「八八直選」和民主基本法。此外，多次回國參與現代化的培訓工作。同年組織論政團體太平山學會，並以學會核心成員身份經常評論時政，1990年何俊仁與其他民主派人士組織香港第一個政黨「港同盟」，其後於1994年與匯點合併為現時的民主黨，一直擔任黨內核心職位，1998年擔任副主席，2006年當選為民主黨主席。
1991年，他支持二戰的中國籍受害人（包括慰安婦、苦役勞工等）多次赴日進行索償訴訟。1996年至1998年四次親赴釣魚台宣示中國主權，並要求日本承擔戰後責任。2006年何俊仁成立中國維權律師關注組，關注和支援內地維權律師和維權運動，促進中央政府尊重人權，建立法治和憲政。現時擔任香港護士協會義務法律顧問。

## 政治生涯
1992年因香港民主同盟的香港立法局議員吳明欽病逝，何俊仁被港同盟安排參加補選，但敗於元朗鄉紳鄧兆棠。1995年參選區域市政局選舉，擊敗工聯會陳有海順利當選，並且成為票王，同年當選為立法局議員，之後一直連選連任至2016年（不計1997年臨立會期間中途「落車」）。他曾於回歸前擔任立法局議員、區議會議員和區域市政局「三料議員」。
在議會中他長期專注交通、房屋和福利等與基層民生有關的政策。1998年、2000年被選為立法會議員，並在1999年時挾區局餘風連任為區議會議員。2004年香港立法會選舉夥拍元朗區議員張賢登出選新界西選區，以62,342票當選。2008年香港立法會選舉繼續出選新界西，以36,764票當選。2012年立法會選舉，何俊仁參選新增功能組別區議會（第二），以大約30,000票之差擊敗民建聯的劉江華，奪取最後一席。民主黨在該屆立法會雖然取得超級區議會的兩席，但五區地方直選僅取得四席，其中新界西選區全軍覆沒，黨主席何俊仁承認今次選舉受重創，將辭去主席的職務，以示對落選負責。
在第三屆立法會主席的選舉過程中，民主派推出何俊仁挑戰已二度連任主席、首次在香港島選區參與地區直選的范徐麗泰，結果未能成功。
何俊仁自2006年12月17日起成為民主黨主席，連任二屆，也成功撮合和前線的合併，並於和劉慧卿、單仲偕組成內閣，於2008年12月14日成功角逐合併後第一屆的正副主席。
何俊仁指五區總辭方案必須考慮一些實際的運作困難，但參與發言的高登會員直言民主黨沒有骨氣，與中國共產黨分別不大，不會支持民主黨，要求何俊仁呈辭，部份會員更幸災樂禍。最後在大多數民主黨成員反對下，民主黨決定不參與五區總辭，只在2010年香港立法會補選期間呼籲作為選民的責任，參與投票。
2010年6月中旬，何俊仁以民主黨主席身份建議若政府接受終極普選聯盟的區議員改良方案，他會呼籲黨員支持政改。他又指出不介意民主黨總部被包圍。6月23日，在黨員鄭家富退黨的情況下，在建制派、民主黨(8票)、民協馮檢基和獨立泛民李國麟的支持下，2012年政改方案以46票獲得高票通過。2011年區議會選舉，在受到前黨友人民力量陳偉業「狙擊」下，何俊仁仍然成功連任區議員。民主黨在區議會的總議席有所下降，但維持區議會第二大黨。
2012年7月被傳媒揭發隱瞞一家公司的董事身份，該公司在黃泥涌道擁有一所物業，最近才向立法會申報，何俊仁稱自己忘記將股份轉讓給其弟，已辦理股份轉讓手續。根據報紙報導：何俊仁在2004年及2008年香港立法會選舉後兩度漏報自己有公司股份及董事職位物業利益；另外，何俊仁原來亦曾懷疑捲入僭建風波，其天后廟道飛龍台寓所露台疑僭建。
2021年9月13日，何俊仁在監獄中發表聲明，宣布辭任華人民主書院、維權律師關注組及支聯會所有職務，並退出有關組織。
2022年8月22日，何俊仁在遭到羈押逾15個月後，因健康因素獲得保釋，但必須得遵守嚴苛的保釋條件。

### 多次遭暴力襲擊
第一次2006年
2006年8月20日下午5時許，何俊仁在出席反銷售稅大遊行後，到中環皇后大道中的麥當勞餐廳用膳時，遭3至4名兇徒襲擊受傷，兇徒動機相信與其律師事務有關。他是繼已故港同盟立法局議員的吳明欽和民主黨時任主席兼時任立法會議員李永達後遇襲的泛民主派議員，也是自香港主權移交後首位遇襲的立法會議員。
事件發生後，何俊仁被送入瑪麗醫院留醫，並需進行手術；當晚時任香港特首曾蔭權親身探訪何的傷勢。8月24日，何俊仁出院返家，而其位於中環的律師事務所再收到匿名恐嚇信，內附有刀片及四行文字。8月30日，何俊仁接受鼻骨矯型手術，手術順利完成，何俊仁恢復70%視力。
10月12日，在粵港兩地警方合作下，有四男一女分別於香港及廣東中山市被捕，他們均懷疑與案件有關，香港警方於翌日把疑犯押往現場重組案情。案件的其中四名被告於2007年2月5日承認控罪，首被告稱早前曾因在公屋申請、綜援及工作等問題上尋求何協助，惟未獲接見，被告一怒之下，便以25,000多港元僱用打手一同向何行兇，法官質疑被告的金錢來歷，及被告供詞疑點重重，控方指案件或另有內情，並指被告因未在香港居住滿7年，不合申請公屋資格，但或可獲發恩恤金；亦有網民指事件的主腦為某位中國籍知名富豪。
在2007年7月3日至7月5日聆訊的何婉琪控告何鴻燊等的案件中，代表原告的資深大律師李柱銘在庭上的供詞中，提及何俊仁遇襲事件。
第二次2019年
2019年11月19日反送中運動期間，何俊仁夜晚7點多搭鐵路返家期間遭到圍毆。

### 參選特首
隨著公民黨於2010年9月底在會員大會決定不派人參選特首，何俊仁明確表示爭取黨內支持參選，至10月4日正式宣佈參選。但由於另一泛民立法會議員民協馮檢基也有意參選，民協、民主黨其後連同公民黨、新民主同盟、工黨、社會民主連線等一同進行泛民初選。2012年1月26日何俊仁中止民主黨主席的職務，將由副主席劉慧卿暫代主席，直至3月25日行政長官選舉完結為止。
2012年3月4日，在內地網站騰訊開通競選微博，首日即獲超過2萬微博聽眾支持。至2014年6月微博被終止，有250萬聽眾，為香港政界之首。他於特首選舉期間由選舉團核心代發博文，選後改為親發博文。
2012年3月25日，第四任行政長官順利舉行，由於是次選舉行政長官由1200名選舉委員會成員選舉產生，代表泛民主派的何俊仁部份泛民選委不投票或白票的情況下，以76票敗選。

### 觀看艷照事件
2014年2月26日，何俊仁身為議員於立法會會議中，在財政司司長曾俊華宣讀2014年度財政預算案期間，被傳媒拍攝正在瀏覽與議會無關的網站（觀看模特兒寫真照片）。根據網媒蕭若元質疑，懷疑為何民主黨劉慧卿以及黃碧雲沒有向何發出嚴正警告。會議完畢後，何俊仁表示當時自己分了心，做了跟議會無關的事，日後會避免事件再發生。他認為事件不涉及不道德問題，立法會議員應該盡忠職守。他承認當時正在瀏覽網上少女模特兒相冊，對此感到抱歉。因為事件，有網民對該模特兒「起底」。事後，民主黨紀律委員會決定對何俊仁處公開譴責及罰款一萬元整。

### 雨傘運動與辭職公投
為爭取普選有「真正選擇」，香港泛民主派人士在2013年開始發起讓愛與和平佔領中環運動，以不合作運動形式爭取民主。在2014年9月26日晚上學民思潮學生於集會期間衝進公民廣場（香港政府稱為政府總部「東翼前地」），引發9·28催淚彈鎮壓與雨傘運動。在和平佔中及雨傘運動期間，何俊仁一直參與幕後協調和推動民主黨的支援工作。在2015年1月8日，向民主黨中常會提出以個人辭職，推動補選公投，啟動黨內民主程序爭取通過支持，及在1月8日向社會公佈。但他後來表示，「雖然我準備好，隨時都辭得，但似乎民間唔係太支持」。

### 區議會選舉落敗

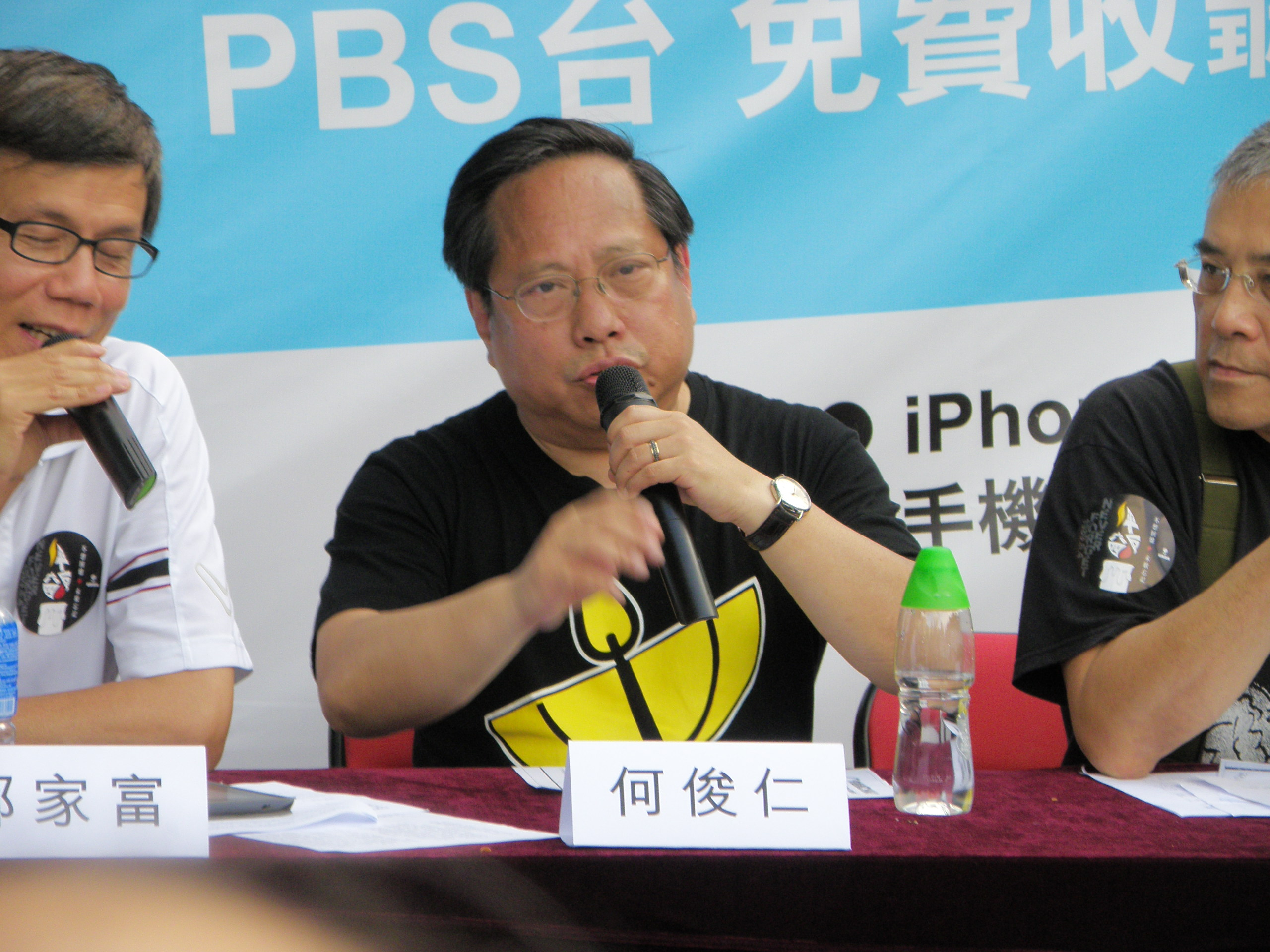
2015年的何俊仁

2015年區議會選舉，何俊仁於屯門區議會樂翠選區爭取連任，但該區遇著5位候選人兢逐，最終以不足300票之差不敵何君堯，失去區議會議席，因此不能再參選立法會區議會（第二）功能界別。

### 林子健被擄事件
2017年8月11日，民主黨召開緊急記者會，講述黨友林子健在2017年8月10日被懷疑強力部門擄走禁錮，何俊仁高調參與及決策記者會，協助及發佈黨友林子健聲稱被擄事件，當時林子健仍未報警求助。本來林子健並無意圖公開事件，唯何俊仁稱林當日凌晨時分，將傷勢相片傳給他們，於是他們決定公開事件是自然的事。何更表示，他對林子健的遭遇感到驚訝，但以他的個人經驗，事件不像北京的正式做法。但何在無任何證據證明的情況下，仍堅持地認為涉及的人士是來自內地強力部門，更藉此表示「內地政治的複雜情況，甚至鬥爭，有些事情已伸展至香港，然後拿香港作磨心，這是我們最擔心的事情。」
2017年8月14日，《傳真社》發放及公開旺角砵蘭街商戶的閉路電視片段，發現林子健的講法矛盾，及後，林子健於深夜因涉嫌誤導警務人員被拘捕。8月15日，何俊仁並無現身於民主黨就林子健被拘捕的記者會中。何俊仁在電台節目表示，對林子健由投訴人變為疑犯，感到相當驚訝，認為目前不能假設林子健講大話，強調當日判斷是出自真誠，重申事件發展未有動搖他對林子健的信任。在看過有關的閉路電視片段之後，何認為片段仍然存有疑問，不能妄下結論，「不能令每人也信服戴口罩的是林子健」，又認為警方需交代林子健在事發當日如何離開旺角。據悉，警方掌握的閉路電視片段中，除見林子健在旺角砵蘭街、咸美頓街等地出現，亦見有一名身形、衣著及步姿等與林脗合，但戴上鴨舌帽、口罩及太陽眼鏡男子走入登打士街，「獨自且安全地」乘搭往西貢的紅色小巴；警方同時在西貢的閉路電視片段中發現同一男子的行蹤。

### 遭國安法指定法官重判入獄

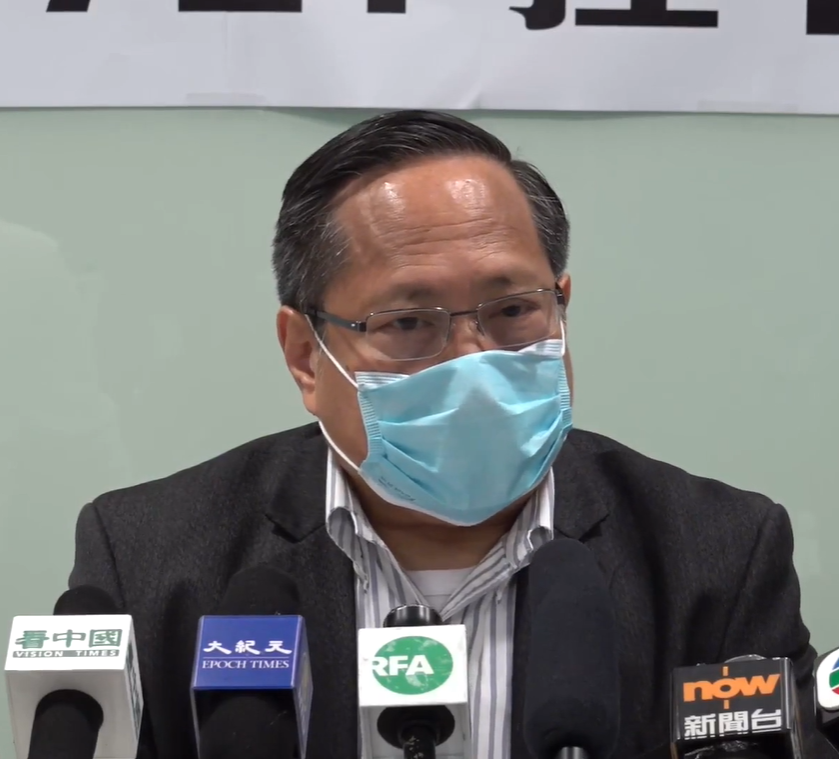
2021年的何俊仁

2020年4月18日，何與多名同屬前任及現任立法會議員和多名泛民主派人士，如區諾軒、梁國雄、楊森、李卓人、吳靄儀、單仲偕、李柱銘、何秀蘭、梁耀忠、商人黎智英、民間副召集人陳皓桓、社民連的吳文遠、黃浩銘和民主黨的蔡耀昌達15人，被警方以參加於2019年8月18日，10月1及20日的未經批准集會為由，以非法集結為名於同日作出拘捕。5月18日下午，案件被告於西九龍裁判法院提堂，分三案處理，暫毋須答辯，控方申請押後案件四周至6月1日再訊，以便控方準備文件將案件轉介至區域法院處理，期間各被告獲准各以1,000元保釋候訊。
2021年2月16日，西九龍法院開審「煞停警黑亂港 落實五大訴求」集會未經批准集結案，何俊仁为被告之一，但否認控罪。由於辯方臨時表示要呈交專家報告，法庭將案押後至17日繼續。
2021年4月16日，西九龍法院裁定何俊仁組織及參與非法集會罪成判其入獄12個月，缓刑两年。
2021年5月，因為2019年10月1日「沒有國慶，只有國殤」遊行，港版國安法指定法官，對何俊仁等人判重刑，何遭判入獄18個月。2021年，因為2020年六四集會遊行，何俊仁等人，被以「煽動參與未經批准集結」罪名起訴，由港版國安法指定法官處理。
2022年8月，何俊仁获保释。
818集會案中黎智英、吳靄儀、李柱銘及梁國雄等7人不服定罪和刑罰提上訴，在2022年11月28日於高院處理許可申請。上訴方指，「組織」是指「事前」準備，沒有證據顯示各被告有份組織，又以韓國梨泰院、香港蘭桂坊的人踩人事件為例，指出「流水式」集會協助疏散人群，亦有其重要性。上訴庭最終於2023年8月14日頒下判詞，裁定7人「組織未經批准集結」罪上訴得直，其中刑期尚未服畢的黎智英、李卓人、梁國雄、何秀蘭獲減刑3至6個月，而「明知而參與未經批准集結」罪的上訴則全數駁回。
2023年3月21日，何俊仁在保釋期間涉嫌干擾證人被國安處拘捕。

## 個人生活
何俊仁已婚，並且育有兩子一女。
2017年確診患上初期肺癌，六分一肺部組織被切除。
何俊仁胞弟何俊麒曾於1999年至2011年擔任民主黨中西區區議會東華選區議員，至2011年連任失敗。
另有一名弟弟何俊龍，系牙科醫生，在九龍城區執業。

## 著作
| 《謙卑的奮鬥》   | 香港大學出版社 | 2010年7月 | ISBN 9789888028887 |
| 《我向霸權宣戰》 | 圓桌精英       | 2012年7月 | ISBN 9789881545312 |

## 获奖
2019年4月，何俊仁获得独立中文笔会颁发的刘晓波纪念奖。

## 外部連結
- 何俊仁facebook專頁（页面存档备份，存于）
- 香港立法會：何俊仁議員

| 議會席位      | 議會席位                                              | 議會席位      |
| ------------- | ----------------------------------------------------- | ------------- |
| 前任： 盧志雄 | 屯門區議會 樂翠選區區議員 2000年1月1日—2015年12月31日 | 繼任： 何君堯 |
| 政黨職務      |                                                       |               |
| 前任： 李卓人 | 支聯會主席 2014年12月15日－2019年12月8日              | 繼任： 李卓人 |
| 前任： 李永達 | 民主黨主席 2006年12月17日—2012年9月10日               | 繼任： 劉慧卿 |